# روجر هاموند
روجر هاموند (بالإنجليزية: Roger Hammond) ولد بتاريخ 30 يناير 1974 في أكسفورد، هو دراج إنجليزي سابق. سبق أن شارك في دورة الألعاب الأولمبية الصيفية.

## روابط خارجية
- روجر هاموند على موقع الاتحاد الدولي للدراجات (الإنجليزية)
- روجر هاموند على موقع أرشيف الدراجات (الإنجليزية)
- روجر هاموند على موقع إحصائيات الدراجات الإحترافية (الإنجليزية)
- روجر هاموند على موقع نسبة الدراجات (الإنجليزية)
- روجر هاموند على موقع CycleBase (الإنجليزية)
- روجر هاموند على موقع أوليمبيديا (الإنجليزية)
- روجر هاموند على موقع اللجنة الأولمبية البريطانية (الإنجليزية)